# Lista dos treinadores vencedores da Copa Sul-Americana
Esta é a lista dos treinadores vencedores da Copa Sul-Americana.

## Por edição
| Edição | Treinador vencedor         | Clube                   | Ref    |
| ------ | -------------------------- | ----------------------- | ------ |
| 2002   | Rubén Insúa                | San Lorenzo             | [ 1 ]  |
| 2003   | Freddy Ternero             | Cienciano               | [ 2 ]  |
| 2004   | Jorge Chino Benítez        | Boca Juniors            | [ 3 ]  |
| 2005   | Alfio Basile               | Boca Juniors            | [ 4 ]  |
| 2006   | Enrique Meza               | Pachuca                 | [ 5 ]  |
| 2007   | Gustavo Alfaro             | Arsenal de Sarandí      | [ 6 ]  |
| 2008   | Tite                       | Internacional           | [ 7 ]  |
| 2009   | Jorge Fossati              | LDU Quito               | [ 8 ]  |
| 2010   | Antonio Mohamed            | Independiente           | [ 9 ]  |
| 2011   | Jorge Sampaoli             | Universidad de Chile    | [ 10 ] |
| 2012   | Ney Franco                 | São Paulo               | [ 11 ] |
| 2013   | Guillermo Barros Schelotto | Lanús                   | [ 12 ] |
| 2014   | Marcelo Gallardo           | River Plate             | [ 13 ] |
| 2015   | Gerardo Pelusso            | Santa Fe                | [ 14 ] |
| 2016   | Caio Júnior                | Chapecoense             | [ 15 ] |
| 2017   | Ariel Holan                | Independiente           | [ 16 ] |
| 2018   | Tiago Nunes                | Atlético Paranaense     | [ 17 ] |
| 2019   | Miguel Ángel Ramírez       | Independiente del Valle | [ 18 ] |
| 2020   | Hernán Crespo              | Defensa y Justicia      | [ 19 ] |
| 2021   | Alberto Valentim           | Athletico Paranaense    | [ 20 ] |
| 2022   | Martín Anselmi             | Independiente del Valle | [ 21 ] |
| 2023   | Luis Zubeldía              | LDU Quito               | [ 22 ] |
| 2024   | Gustavo Costas             | Racing                  | [ 23 ] |

## Por país
| País                  | Títulos |
| --------------------- | ------- |
| Argentina             | 13      |
| Brasil                | 5       |
| Uruguai               | 2       |
| México, Peru, Espanha | 1       |